# DH Tauri
 (mai 2025).
Désignations
- DH Tau
- 2MASS J04294155+2632582
- IRAS 04267+2626
- WDS J04297+2633B

DH Tauri, également connue sous le nom de DH Tau, est une étoile de type M, située à 140 parsecs (soit environ 456,619 années-lumière). Elle forme un système binaire avec DI Tauri 15" de distance, et possède un compagnon sous-stellaire, soit une naine brune, soit une exoplanète massive.

## Caractéristiques
DH Tauri est une étoile de type M, ou naine rouge, l'un des types d'étoiles les plus courants de la Voie lactée. Sa magnitude apparente est de 13,71 et sa température de 3 751 K. DH Tauri a une masse de 0,41 M☉ et un rayon estimé de 1,26 rayon solaire, ce qui est inhabituellement grand pour une naine rouge.

Le compagnon DH Tauri B ou b a une masse estimée entre 8 MJ et 50 MJ, ce qui en fait soit une super-Jupiter, soit une naine brune. D'autres sources donnent une masse plus élevée que 0,03 M☉, avec une luminosité bolométrique de 0,01 L☉. Son type spectral a été classé comme M7,5 ou M9,25. De la vapeur d'eau et du monoxyde de carbone ont été détectés dans son atmosphère. Il a une vitesse de rotation de 9,6 ± 0,7 km/s. Cela représente entre 9 et 15 % de la vitesse de désintégration de DH Tau B. Cette faible rotation est en accord avec le couplage magnétique à un disque circumplanétaire dans les derniers stades de l'accrétion, ce qui réduit le moment angulaire du compagnon. Le compagnon, bien que son étoile hôte possède encore un disque protoplanétaire, continue d'accréter de la matière, étant entouré d'un disque circumsubstellaire (éventuellement un disque circumplanétaire, selon son histoire de formation). Il est potentiellement orbité par un compagnon candidat plus petit, DH Tauri Bb (peut-être une exolune) avec 1 MJ, et un rapport de masse par rapport à la naine brune d'un dixième.
| Planète | Masse | Demi-grand axe (ua) | Période orbitale (jours) | Excentricité | Inclinaison | Rayon  |
| ------- | ----- | ------------------- | ------------------------ | ------------ | ----------- | ------ |
| b       | 11 MJ | 330                 | 120,450                  |              |             | 2,7 RJ |